# XLAM: Лучшая беларусская альтернатива
«XLAM: Лучшая беларусская альтернатива» — сборник песен белорусских альтернативных групп, выпущенный проектом «Xlam.by» на лейбле «GO-Records» 11 июня 2006 года.

## Предпосылки и выпуск
Работа над формированием списка артистов на диске началась в феврале 2006 года. Внимание при выборе групп обращалось на нестандартность музыкального материала, а также на качество предложенных треков. Как сообщал «БелаПАН» координатор проекта Дмитрий Дмитриев, главным условием было, «что это белорусская группа, играющая качественную, экстремальную и честную музыку, которая ищет своего слушателя».
Как обозначали издатели, задача компиляции сводилась к открытию новых имён в альтернативной музыке. Её тираж должен был составить 1500 экземпляров, треть из которых предназначалась для распространения на рынке России.
Презентация диска с участием ряда групп, произведения которых попали на сборник, прошла в день его выпуска 11 июня 2006 года в Гомеле, в то время как украинская группа «SkinHate» стала приглашённым хедлайнером вечеринки.

## Содержание
1. Пневмания — «Открой меня»
2. 3t.ON[тарашк.] — «Дай нам знать»
3. Rasta[пол.] — «Hakkah»
4. Ricochet — «Рикошет кор»
5. kuktooz — «Пустыня»
6. ТТ-34 — «Иной»
7. IKONA — «Не верю»
8. D-Tails — «Выжигая огнем»
9. Tweed — «Зверь»
10. M.L.A. — «Рио»
11. Tav.Mauzer[бел.] — «Брудная вада»
12. 4example — «Как земле вода»
13. Zv!k — «Клон»
14. Stinkface — «Ashamed»
15. Кризис — «Суицид»
16. Usplёsk[бел.] — «Эфіp superlight»
17. Контур — «Все в глазах»
18. Termin X[тарашк.] — «Згубіцца»
19. ONEGIN — «Smilla»
20. <killkitau> — «Больше ничего»
21. Скимен — «Зачем»

## Критика
«Музыкальная газета» в своём обзоре выделяла композицию «Открой меня» (Пневмания), в то время как группа «ONEGIN» разочаровала критиков. После пластинка характеризовалась Максимом Жуковым оттуда же прилагательным «жирный».
Сергей «SB» Будкин с «Tuzin.fm» и «Нашей Нівы» назвал диск альтернативой проекта «Вольныя танцы: альтэрнатыва by», в то время как музыка была описана словами «экспрессивная, агрессивная, сплетённая из нервов и криков».